# Bill Gribben
William Howat „Bill“ Gribben (* 28. Oktober 1906 in Glasgow; † 1969) war ein schottischer Fußballspieler. Der Mittelläufer kam in der Erstligasaison 1928/29 zu drei Einsätzen für Leeds United und war während seiner Zeit im regionalen Fußball von Yorkshire mehrfach Auswahlspieler.

## Karriere
Gribben spielte Mitte der 1920er Jahre als Mittelläufer für den in Leeds beheimateten Amateurklub Beeston Hill Parish Church und machte sich einen Namen als einer der besten Amateurfußballer im County Yorkshire. Im November 1925 war er Teil einer von Arthur Dickinson betreuten Amateurauswahl der Football Association gegen eine Armeeauswahl. An der Seite von Torhüter George Crowther unterlag er mit dem Team in York der mit mehreren englischen Amateurnationalspielern (Frank Twine, Frank Macey, K. E. Hegan) bestückten Armeeauswahl deutlich mit 0:9. Die Saison 1926/27 spielte er beim einige Kilometer südöstlich von Leeds gelegenen Klub Castleford Town in der Yorkshire League. Auch bei Castleford, das die Saison als Vizemeister abschloss, stachen Gribbens Leistungen heraus. Ende April 1927 war er als Mittelläufer Teil einer Ligaauswahl, die in Belfast gegen eine Auswahl der Irish Intermediate League mit 1:3 unterlag.
Wenig später wurde Gribben Profi, nachdem er im August 1927 vom Erstligisten Leeds United verpflichtet wurde. Neben Einsätzen für die dritte Mannschaft in der Yorkshire League kam er ab September 1927 auch für die Reservemannschaft in der Central League zum Einsatz. Auf sein Pflichtspieldebüt für die erste Mannschaft von Leeds musste er indes noch bis Dezember 1928 warten, nach dem Ausfall von Stamm-Mittelläufer Ernie Hart kam er unter Trainer Dick Ray bei einem 1:0-Auswärtserfolg über den amtierenden FA-Cup-Sieger Blackburn Rovers zu seinem ersten Einsatz in der Football League First Division. Gribbens Auftritt wurde, ebenso wie der des zweiten Debütanten George McNestry, presseseitig als zufriedenstellend bewertet, auch sein zweiter Einsatz eine Woche später bei einem 1:1-Unentschieden gegen den FC Arsenal wurde erneut positiv bewertet.
Sein dritter und letzter Einsatz schloss sich im März 1929 gegen Manchester City (0:3) an, dabei wurde seine Leistung von der heimischen Presse als „unzulänglich“ bewertet, ihm „Mangel an Tempo und Elan“ sowie „kein Erfolg, weder als Verteidiger noch als Unterstützung für seine Angreifer“ beschieden. Im späteren Spielverlauf tauschte er seine Position mit dem Verteidiger Tom Townsley.
Im Sommer 1929 wechselte er zum AFC Harrogate in die Yorkshire League und wurde dort zum Mannschaftskapitän bestimmt. Im Saisonverlauf bestritt er 29 Pflichtspiele und erzielte dabei ein Tor (Liga 23/0), mit der Mannschaft um Torjäger Bob Tomlinson platzierte man sich am Ende auf dem dritten Tabellenrang. Bereits kurz vor Saisonbeginn kam er abermals in einem Auswahlspiel zum Einsatz, gegen seine früheren Mannschaftskameraden von Leeds United unterlag er mit einer Auswahl der Yorkshire League in einem Benefizspiel in Scarborough mit 5:9. Harrogate setzte zur Saison 1930/31 nur noch auf Amateurspieler und Gribben verließ den Klub nach einem Jahr.